# Seigneurie de Malines
fin du XIe siècle – 1795
Entités suivantes :
- Département des Deux-Nèthes

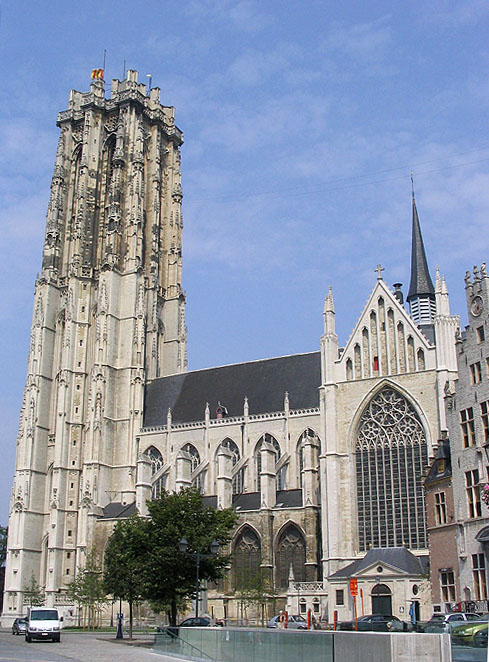
La cathédrale de Malines, symbole de la seigneurie

La seigneurie de Malines est, de 910 à 1795, un territoire jouissant d'une certaine autonomie féodale au sein du duché de Brabant. Elle incluait la ville de Malines (aujourd'hui dans la province d'Anvers en Belgique), et quelques paroisses alentour.
De 910 à 1300, la seigneurie de Malines est une possession des princes-évêques de Liège dans le duché de Brabant.

## Histoire

### Malines, possession des évêques de Liège (910-1300)
En 910, Malines est offerte comme seigneurie à l'évêque de Liège, qui est aussi à la tête de la principauté de Liège. 

### Cession de la seigneurie au duc de Brabant (1300-1312)
Comme les évêques sont sans cesse en conflit avec leurs avoués, les Berthout, Hugues de Chalon (1296-1301) décide, en 1300 de céder ses droits sur Malines  pour trois générations au duc de Brabant Jean Ier de Brabant, qui s'entend avec Jean Berthout (12 novembre 1301) pour le partage de l'autorité.
En 1305, la gestion de la ville est confiée à un conseil auquel participent les patriciens et les métiers.
L'évêque Thibaut de Bar (1303-1312) affirme alors que la cession d'Hugues de Chalon est nulle parce qu'elle n'a pas eu l'assentiment du pape, et Jean Ier, après avoir essayé de résister, recule devant une menace d'excommunication. 

### Cession de la seigneurie au comte de Flandre (1333)
Mais comme les Malinois font sans cesse appel au duc de Brabant, l'évêque Adolphe II de La Marck (1313-1344), se sentant incapable de les réduire, vend la seigneurie de Malines pour 100 000 royaux d'or au comte de Flandre, Louis Ier, à la condition que lui-même et ses successeurs deviennent vassal de l'évêque sans pouvoir aliéner la seigneurie (28 juillet 1333). L'avouerie, passé des Berthout Marguerite de Gueldre, est également cédée (15 décembre 1333) au comte de Flandre.

### Conflit entre Flandre et Brabant (1333-1336) et partage de la seigneurie
Jean II de Brabant refuse de reconnaître la validité de cet(te double aliénation, considérant que la seigneurie est un fief du Brabant ; d'où une guerre qui se termine par la paix du 27 août 1334. 
Le roi de France Philippe VI ayant été choisi comme arbitre (le comte de Flandre est vassal du roi de France), est d'abord mis en possession de Malines, puis, s'abstenant de se prononcer, il garde la ville par devers lui[pas clair]. 
C'est pourquoi Louis Ier et Jean III préférèrent conclure un accord pour se partager l'objet du litige ; chacun d'eux doit en relever de l'autre une moitié en fief[pas clair] ; les revenus seront partagés et les officiers seigneuriaux nommés alternativement par les deux princes (31 mars 1336).

### Vente de la part flamande au duc de Brabant (1346)
Mais en 1346, Louis Ier, se trouvant à court d'argent dans sa lutte contre les Gantois, se résolut à vendre au duc de Brabant, pour 86 500 royaux d'or, sa part de la ville de Malines. Cette cession était contraire à l'engagement qu'il avait pris envers l'évêque de Liège, en 1333, mais Jean III lui promettait d'obtenir du pape l'absolution de ce parjure. En effet, Clément VI lui octroya la dispense requise.
Lorsque Louis II succède à son père, mort à Crécy (26 août 1346), Philippe VI ne néglige rien pour contrecarrer le mariage qu'Édouard III espérait lui faire contracter avec sa fille Isabelle ; non seulement il promit de demander au sire d'Amboise la cession de Termonde, mais afin d'être agréable au duc de Brabant et de le décider à donner au comte de Flandre sa fille Marguerite, il obtint que Louis de Male lui laisse la possession entière de Malines, sans exiger la somme stipulée.

### Reprise de Malines par le comte de Flandre (1357)
Après la mort de Jean III (1355), Louis de Male, son gendre, refusa de reconnaître les dispositions par lesquelles il avait laissé le Brabant entier à Jeanne, l'aînée de ses filles ; il entama la campagne qui le rendit maître de Bruxelles et qui aboutit, sur l'arbitrage du comte de Hainaut, au traité d'Ath du 4 juin 1357. Ce traité permit au comte de Flandre de garder Malines.

### La période des premiers ducs de Bourgogne: Philippe le Hardi et Jean sans Peur
En 1384, le duc de Bourgogne Philippe le Hardi devient comte de Flandre en tant qu'époux de la comtesse Marguerite. 
En 1404, Philippe meurt et c'est son fils aîné, Jean (sans Peur), qui devient duc de Bourgogne et comte de Flandre. Il reçoit aussi la seigneurie de Malines, tandis que le duché de Brabant échoit par mariage à son frère Antoine. Mais la lignée d'Antoine s'éteint en 1430 et le fils de Jean sans Peur, Philippe le Bon, devient duc de Brabant. 
La seigneurie brabançonne de Malines est donc maintenant tenue par le comte de Flandre qui est en même temps duc de Brabant.

### Sous les ducs Philippe le Bon et Charles le Téméraire
Par une politique systématique, Philippe le Bon acquiert plusieurs des fiefs des Pays-Bas, constituant ce que nous appelons Pays-Bas bourguignons et qu'il appelle « Pays de par-deçà ».
Les ducs de Bourgogne établirent leurs conseils à Malines autour de la cité épiscopale, d'abord sous le nom de Parlement de Malines, puis sous le nom de Grand Conseil de Malines, après une protestation du roi de France pour concurrence à son autorité et à celle du Parlement de Paris. Le Grand Conseil contrôlait aussi la gestion de la seigneurie. 

### Sous les Habsbourg, de Maximilien d'Autriche à Charles Quint (1482-1555)
En 1482, la lignée des ducs de Bourgogne s'éteint avec la duchesse Marie de Bourgogne, épouse du prince Habsbourg Maximilien d'Autriche, à qui elle laisse un fils, Philippe le Beau, et une fille Marguerite.
Philippe le Beau, duc de Bourgogne, dès 1482, devient roi de Castille en 1506 (par mariage), mais il meurt cette même année, laissant plusieurs enfants, dont Charles (empereur Charles Quint à partir de 1520). Maximilien confie le gouvernement des Pays-Bas à Marguerite. Celle-ci réside très souvent à Malines, alors en voie de devenir la capitale des Pays-Bas des Habsbourg.
Mais après la mort de Marguerite en 1530, c'est Bruxelles qui est choisie par Marie de Hongrie, sœur de Charles Quint.
C'est sous le règne de Charles Quint que sont rassemblées sous le même souverain les Dix-Sept Provinces des Pays-Bas (qui ne comprennent pas la principauté de Liège). La seigneurie de Malines est considérée comme une de ces provinces et comme une entité différent du duché de Brabant.
Elle a donc des institutions particulières.

### De Philippe II à la guerre de succession d'Espagne (1555-1714): les Pays-Bas espagnols
- Guerre de Quatre-Vingts Ans (1568-1648)
- Sac de Malines (1572)
- Furie anglaise (1580)

En 1585, Malines est reconquise par Alexandre Farnèse. 
Le duché de Brabant redevient (jusqu'à Anvers inclus) une possession du roi d'Espagne, tandis que les provinces du nord forment la république des Sept Provinces-Unies des Pays-Bas.

### Période des Pays-Bas autrichiens (1714-1795)
À la fin de la guerre de Succession d'Espagne, l'Espagne reste aux Bourbons, mais les Pays-Bas espagnols échoient à la branche autrichienne des Habsbourg. 
En 1790 les États de Malines[pas clair] se déclarent indépendants du Grand Conseil et de l'empereur Joseph II et participent à la confédération des États-Belgiques-Unis. 
En 1795, les Pays-Bas autrichiens sont annexés par la République française, qui abolit toutes les entités féodales et seigneuriales. Le territoire de l'ex-seigneurie est intégré dans le département des Deux-Nèthes.